# アイドリング!!! 12thライブ NiceでHotなKissしちゃいたい! 略してNHKング!!!
『アイドリング!!!12thライブ「NiceでHotなKissしちゃいたい! 略してNHKング!!!」』（アイドリング!!!トゥエルフス ライブ ナイスでホットなキスしちゃいたい! りゃくしてエヌエイチケイング!!!）は、日本の女性アイドルグループ・アイドリング!!!のライブBlu-ray Disc。2013年5月26日にポニーキャニオンからリリースされた。

## 背景・リリース
2012年11月25日にNHKホールで開催された、アイドリング!!!12thライブの昼夜公演を収録した2枚組Blu-ray Disc。昼公演20曲、夜公演21曲を収録のほか、オリジナルポストカード1枚（3種の内ランダム1種）の封入特典が付く。
本編
NHKホールでの開催は初で、新メンバーの5期生、高橋胡桃・石田佳蓮・玉川来夢・清久レイアがナンバリングライブ初参加をした。また、翌年3月に発売する19thシングル「さくらサンキュー」の収録曲を、先行披露している。夜公演では、2期生数名によるバンド演奏と、定期公演の定番企画である生声ライブを披露した。
その他
グループに関わる重大発表としてバカリズムがVTR出演し、本人がかつて2008年1月に冠番組『アイドリング!!!』で述べていた「5年後（2013年1月）フジテレビ球体展望室「はちたま」に1期生（オリジナルメンバー）を招集する」という企画を、約束の翌年に実行するアナウンスがされた。
新曲の「さくらサンキュー」「Secret Xmas」のみ、観客による携帯端末での撮影を許可された。
開催直後の2012年末に、4期生・野元愛が卒業した為、自身最後の本公演出演となった。

## 出演者
- 遠藤舞・外岡えりか・横山ルリカ・河村唯・長野せりな・酒井瞳・朝日奈央、菊地亜美・三宅ひとみ・橘ゆりか・大川藍・橋本楓・倉田瑠夏・伊藤祐奈・野元愛・後藤郁・尾島知佳・高橋胡桃・石田佳蓮・玉川来夢・清久レイア

VTR出演
- バカリズム

MC参加
- 森本さやか (アナウンサー)

## 収録曲
※は「さくらサンキュー」収録曲
Disk-1 昼公演
1. 女神のパルス
2. One Up!!!
3. サラサラ★キューティコー
4. バッキューン!
5. EZ DO DANCE
6. 遥かなるバージンロード
7. 犯人はあなたです♡
8. ベタな失恋〜渋谷に降る雪〜
9. NA・GA・RA
10. MAMORE!!!
11. 恋の20連鎖!!
12. さくらサンキュー※
13. Secret Xmas※
14. Snow Celebration
15. 粉雪が舞う街並みで
16. 「職業:アイドル。」
17. やらかいはぁと
18. サヨナラ純情（アンコール）
19. Iのスタンダード（アンコール）
20. Like a shooting star（アンコール）

Disk-2 夜公演
1. 女神のパルス
2. One Up!!!
3. サラサラ★キューティコー
4. バッキューン!
5. EZ DO DANCE
6. 放課後テレパシィ
7. GO EAST!!! GO WEST!!!
8. 苺牛乳
9. eve
10. さくらサンキュー※
11. Secret Xmas※
12. Snow Celebration
13. 粉雪が舞う街並みで
14. Iのスタンダード
15. やらかいはぁと
16. ラブマジック♡フィーバー（バンド演奏）（アンコール）
17. Don't think. Feel !!! (アンコール)
18. Like a shooting star (アンコール)
19. Don’t be afraid（生声ver.）（Wアンコール）
20. 「職業:アイドル。」（Wアンコール）
21. さよなら・またね・だいすき（Wアンコール）